# Estàndard de tecnologia educativa
Estàndard és un conjunt d'especificacions tècniques documentades que regulen l'elaboració d'un procés o la fabricació d'un producte. Quan es tracta, en particular, de normalitzar l'elaboració d'un producte, com és el cas de la tecnologia educativa, l'objectiu de l'estandardització és la interoperabilitat entre articles (recursos) construïts per diferents fabricadors.

## Estàndards
Els formats i mides normalitzats per a les clavilles i els endolls elèctrics que permeten encaixar bé la part “mascle” amb la part “femella”, manufacturats tots dos normalment per fabricants diferents, és un exemple clar de les dificultats que planteja la falta de  normalització. En aquest cas, el problema és l'existència d'estàndards a escala nacional o regional (vegeu la imatge de la dreta), però no es pot utilitzar el mateix estàndard a tot el món.
L'elaboració d'un estàndard és un procés que comporta temps i en què intervenen moltes persones i organitzacions diferents. D'entrada, la utilització generalitzada d'un producte fa sorgir consorcis i associacions d'usuaris, que són les primeres organitzacions que després d'un període d'utilització, diguem-ne desordenada, promouen la normalització mitjançant l'elaboració de documents tècnics l'objecte dels quals és sistematitzar l'ús del producte entre els seus membres. Aquests documents, sovint de caràcter intern, se solen anomenar especificacions, i si bé no es poden considerar estàndards, sovint són el germen d'un estàndard posterior. Així, no solen cobrir tot l'espectre d'usuaris, sinó només allò que concerneix els membres del consorci on s'han generat. És important ressenyar que una especificació sempre està associada a comitès no acreditats per a la publicació i difusió formal d'estàndards, com ara IETF,  OMG i W3C.
A partir d'una o més especificacions sobre el mateix producte, hi ha organitzacions de certificació com ara  Aenor, IEEE i ISO, sovint amb el concurs d'experts en la matèria, que milloren l'especificació per a cobrir les necessitats de tots els usuaris i fabricants potencials del producte. Com a primer pas en la seva tasca, s'elabora un esborrany d'estàndard, que se sotmet a un procés de refinament gradual en què es publiquen esborranys successius cada vegada més conformats. Quan s'obté un esborrany prou madur es transforma en una proposta d'estàndard i es remet per a acceptar-la a una entitat de certificació (que pot ser la mateixa que va gestionar l'elaboració dels esborranys). Si la proposta és acceptada es reconeix formalment com a estàndard, es publica de manera oficial i se'n promou la difusió i adopció.

### Estàndards d'aprenentatge electrònic
La disponibilitat d'un important nombre de materials educatius en format digital, i el desenvolupament del mercat de plataformes de gestió de l'aprenentatge i continguts formatius, va fer necessari garantir unes bases mínimes d'interoperabilitat i compatibilitat. Els estàndards han permès que components desenvolupats per diferents entitats poguessin intercanviar informació i ser utilitzats conjuntament sense necessitat de modificacions. L'alternativa, és a dir, l'ús desordenat dels sistemes i recursos d'aprenentatge electrònic, hauria provocat problemes de reutilització de recursos, o d'interoperabilitat.
En els últims anys, l'activitat de diverses organitzacions i consorcis internacionals envers un procés d'estandardització ha donat lloc a estàndards, especificacions i recomanacions àmpliament acceptades sobre l'ús d'objectes i dissenys per a l'aprenentatge. En la literatura sobre el tema hi ha dues revisions de referència: la dirigida per Anido i la de Duval, que resumeixen la majoria dels esforços que s'han fet o que hi ha en curs. A continuació farem un repàs als estàndards més importants sobre l'estructura i el contingut de les metadades, a les especificacions per a empaquetar els objectes d'aprenentatge, i a les recomanacions sobre seqüenciació dels continguts, entre d'altres.

## Actors principals en els processos d'estandardització
La normalització i el desenvolupament de propostes d'estandardització en l'àrea de la tecnologia educativa és un procés complex en què participen molts organismes. La majoria dels esforços els han promogut organitzacions nord-americanes i europees. Es tracta d'organitzacions que fan grans inversions en la formació del seu personal (institucions governamentals) o bé dels destinataris de la seva activitat (universitats, empreses de formació), de manera que fan un ús extensiu d'aplicacions de programari educatiu. Per a entendre el gran nombre de normes i recomanacions publicades, el punt d'informació més exhaustiu i actualitzat és l'Observatori sobre Estàndards de Tecnologies Educatives del CEN Arxivat 2013-09-15 a Wayback Machine..
El comitè d'estandardització de tecnologies per a l'aprenentatge de l'IEEE (Learning Technologies Standardization Committee, IEEE LTSC) és un dels organismes que es va involucrar primer en el procés d'estandardització. El seu objectiu principal és desenvolupar estàndards tècnics, pràctiques recomanades i guies per a components programari, eines, tecnologies i mètodes de disseny que facilitin el desenvolupament, implantació, manteniment i interoperativitat de sistemes programari d'ensenyament-aprenentatge.
El consorci global per a l'aprenentatge IMS, un consorci de fabricants de maquinari i programari, institucions educatives, editorials, agències governamentals, integradors de sistemes, proveïdors de continguts multimèdia, i altres consorcis més petits, és una de les iniciatives més actives en el desenvolupament d'especificacions i estàndards en aquest domini. L'IMS col·labora activament amb molts organismes per assegurar la compatibilitat i rellevància de les seves especificacions, i dirigeix els esforços principals a l'empaquetatge de continguts, la definició de llenguatges de modelatge de l'aprenentatge (EML), la definició de qüestionaris i, finalment, la gestió i el maneig d'informació sobre grups i estudiants.
El comitè de la indústria de l'aviació per a la formació per ordinador AICC ha elaborat directrius per a desenvolupar, posar en marxa i avaluar ensenyament per ordinador i pel Web, i altres tecnologies que hi estan relacionades. L'AICC és un dels consumidors de programari educatiu més importants a escala global, de manera que les seves recomanacions sobre creació, lliurament i avaluació de continguts van ser un dels primers esforços a ser adoptats de manera generalitzada, i a més va servir de base i inspiració d'esforços posteriors com l'SCORM.
D'altra banda, un altre gran consumidor de programari i materials de formació, el Departament de Defensa dels Estats Units, desenvolupa especificacions i estàndards que permetin la reutilització i la interoperabilitat dels continguts educatius per mitjà d'una iniciativa anomenada ADL. L'ADL tracta l'educació basada en Web, i coordina les seves activitats amb les d'altres organitzacions com l'IEEE, l'IMS i l'AICC. La seva feina més important és el model de referència SCORM, proposta que engloba un model de referència per a objectes d'aprenentatge, un entorn d'execució i un model d'agregació de continguts orientat a l'ús compartit d'aquests recursos.

## Àrees d'estandardització
Les especificacions i els estàndards per a l'aprenentatge electrònic cobreixen diferents àrees que persegueixen la interoperabilitat de diferents elements relatius al contingut, a les dades dels estudiants o al procés mateix d'aprenentatge. La interdependència de molts d'aquests elements exigeix la col·laboració entre els diferents actors involucrats.
D'una manera àmplia, els estàndards publicats es poden classificar en les categories següents:
- Estàndards de continguts.
- Estandardització de les dades dels estudiants.
- Estandardització del mateix procés d'aprenentatge.
- Altres esforços d'estandardització.

A continuació descriurem més detalladament els més rellevants.

### Estàndards relacionats amb els continguts
Els registres de metadades estan compostos per una sèrie de camps que inclouen informació sobre el contingut del recurs, els drets de propietat intel·lectual, la localització i, en el cas d'un material didàctic, altres elements rellevants des del punt de vista educatiu. El projecte europeu Ariadne va impulsar la definició d'aquests elements per als objectes d'aprenentatge amb vista a elaborar el que més endavant va ser l'estàndard de metadades IEEE LOM. Hi hagut altres treballs que s'han dirigit a assegurar la compatibilitat del LOM amb Dublin Core, un estàndard de metadades més ampli, orientat a descriure tota mena de recursos i no solament objectes d'aprenentatge.
Una altra àrea important d'estandardització és la dels estàndards d'agregació, importació i exportació de recursos des d'un sistema de gestió de l'aprenentatge. Una de les peces clau en aquest camp és l'especificació IMS Content Packaging Arxivat 2010-12-06 a Wayback Machine., que normalitza l'estructura interna dels recursos didàctics inclosos en un paquet i l'organització d'aquesta estructura, és a dir, com es representa en l'arbre de continguts d'un curs. L'IMS Content Packaging ha servit de base al model d'agregació de continguts de l'SCORM.
Un altre estàndard important és el que defineix els protocols de comunicació en els entorns d'execució. Les directrius d'interoperabilitat de l'AICC proposen un mecanisme per a llançar un contingut en un sistema gestor de l'aprenentatge, un mecanisme per a la comunicació entre aquests dos elements que permet al contingut sol·licitar i escriure informació en el sistema gestor de l'aprenentatge i un model de dades. Aquests elements han estat incorporats a l'entorn d'execució de l'SCORM i han servit de base per a crear estàndards com l'IEEE P1484.11 Computer Managed Instruction Arxivat 2013-12-12 a Wayback Machine..
L'especificació IMS Question and Test Interoperability defineix les normes d'interoperabilitat per a autoavaluacions. Aquesta especificació persegueix l'intercanvi de conjunts de preguntes i dels resultats obtinguts en aquestes preguntes entre diferents sistemes gestors de l'aprenentatge.
Per acabar, hi ha especificacions com l'IMS Digital Repositories dirigides a afavorir la interoperabilitat entre repositoris d'objectes d'aprenentatge de manera que aquests serveis ofereixin una interfície semblant i es puguin fer cerques federades.

### Estandardització de les dades dels estudiants
En el grup dels projectes sobre la gestió de dades dels estudiants, el treball se centra a facilitar l'intercanvi d'informació sobre les seves habilitats, rendiment, paràmetres de seguretat, preferències, dossiers electrònics, etc. L'IMS Learner Information Profile té com a objectiu definir unes col·leccions de dades que es puguin usar per a importar i exportar dades d'un servidor conforme a l'especificació. D'altra banda, hi ha l'LTSC PAPI (Public and Private Information), un esforç conjunt de l'LTSC i del W3G que persegueix la transferència de dades dels estudiants entre diferents sistemes.

### Estandardització del procés d'aprenentatge
El tercer grup en què es poden dividir les àrees d'estandardització es refereix als processos d'aprenentatge. L'EML és un llenguatge de modelatge educatiu desenvolupat per l'Open University of the Netherlands (OUNL) amb l'objectiu de descriure una varietat de models instruccionals. En la base d'aquesta especificació resideix la idea que, independentment del model pedagògic, un disseny per a l'aprenentatge està basat en un mètode que defineix diverses activitats i uns rols del docent i els estudiants.
L'especificació IMS Learning Design és un llenguatge per a modelar unitats d'aprenentatge basat en l'OUNL EML. Cada unitat d'aprenentatge defineix formalment una experiència d'aprenentatge, per mitjà dels rols que hi participen i els recursos, entorns i serveis utilitzats per a les activitats d'aprenentatge desplegades en posar en marxa la unitat d'aprenentatge. Per a facilitar tant el desenvolupament de l'especificació com la implementació, l'IMS LD ha dividit en tres nivells (A, B i C) de complexitat creixent tots els elements formals de què pot constar una unitat d'aprenentatge.

### Altres estàndards
És important esmentar els projectes per a normalitzar els requisits d'accessibilitat en la tecnologia educativa. L'objectiu d'aquests projectes no és tan sols garantir l'accés a les persones amb discapacitat, sinó afavorir el desenvolupament de recursos adaptats a diferents estils d'aprenentatge. Les especificacions de l'IMS sobre accessibilitat com ara l'IMS AccessForAll busquen facilitar, amb la combinació de dades del contingut i del perfil de l'estudiant, la identificació de recursos ajustats a les seves preferències.
La definició de competències és un altre domini en què es concentren esforços importants d'estandardització. Hi ha diferents projectes com l'IMS RDCEO (Reusable Definition of Competency or Educational Objective Specification) o el Model europeu per a les competències de l'estudiant CWA 15455 que són esforços importants en aquesta direcció.
Uns altres apartats interessants són la gestió de la propietat intel·lectual en mitjans digitals o l'arquitectura de sistemes d'aprenentatge electrònic, àrees en què s'han publicat estàndards o especificacions rellevants. En el capítol 16 del llibre Buenas prácticas de e-learning s'informa més detalladament d'altres esforços d'estandardització relacionats amb l'aprenentatge electrònic. Si hi esteu interessats i en voleu ampliar la informació, consulteu la referència esmentada.